# إرنست هوفمان (موزع)
إرنست هوفمان (بالإنجليزية: Ernst Hoffmann)‏ هو معلم موسيقى أمريكي، ولد في 18 يونيو 1899 في بوسطن في الولايات المتحدة، وتوفي في 3 يناير 1956 في لويزيانا في الولايات المتحدة بسبب حادث مرور.

## وصلات خارجية
- إرنست هوفمان على موقع ميوزك برينز (الإنجليزية)